# Хінганськ
Хінганськ (рос. Хинганск) — смт у Облученському районі Єврейської автономної області Російської Федерації.
Входить до складу муніципального утворення Облученське міське поселення. Населення становить 1219 осіб (2018).

## Історія
Згідно із законом від 26 листопада 2003 року органом місцевого самоврядування є Облученське міське поселення.

## Населення
| 1959  | 1970  | 1979  | 1989  | 2002  | 2009  | 2010  |
| ----- | ----- | ----- | ----- | ----- | ----- | ----- |
| 4364  | ↘3417 | ↘2852 | ↗3157 | ↘2161 | ↘1890 | ↘1459 |
| 2011  | 2012  | 2013  | 2014  | 2015  | 2016  | 2017  |
| ↘1435 | ↘1361 | ↘1324 | ↘1304 | ↘1248 | ↘1224 | ↗1232 |
| 2018  |       |       |       |       |       |       |
| ↘1219 |       |       |       |       |       |       |